# Villa Borghèse
Pour l’article homonyme, voir Villa Borghese (zone urbanistique de Rome).
La villa Borghèse est un parc municipal de 80 hectares situé dans la ville de Rome en Italie. Il regroupe un ensemble d'institutions culturelles, de musées comme la galerie Borghèse et d'attractions comme le parc zoologique Bioparco. Ce parc a aussi donné son nom à la zone urbanistique environnante.

## Histoire
Les jardins de la villa Borghèse sont réalisés par Flaminio Ponzio sur les plans du cardinal Scipione Borghese pour agrémenter la villa suburbaine qu'il s'était fait construire afin d'y abriter sa collection d'art. En 1605, il fait transformer un vignoble en luxueux jardins verdoyants et ombragés alimentés de nombreuses fontaines. Ce parc est le plus important construit à Rome depuis l'époque antique. L'ensemble de la villa est terminé en 1633.
Le premier jardin à l'anglaise de Rome, près de la villa Borghèse, est dû au peintre et architecte écossais Jacob More. Les jardins actuels datent du XIXe siècle et ont été réalisés dans le style anglais.
Le parc est acheté par le gouvernement italien en 1901, puis cédé à la ville de Rome en 1903 pour être ouvert au public.

## Institutions culturelles de la villa Borghèse
- La galerie Borghèse
- Le musée national étrusque de la villa Giulia
- La galerie nationale d'Art moderne et contemporain
- Le musée municipal de Zoologie
- Le musée Pietro Canonica
- Le musée Carlo Bilotti
- Le Bioparco, un parc zoologique

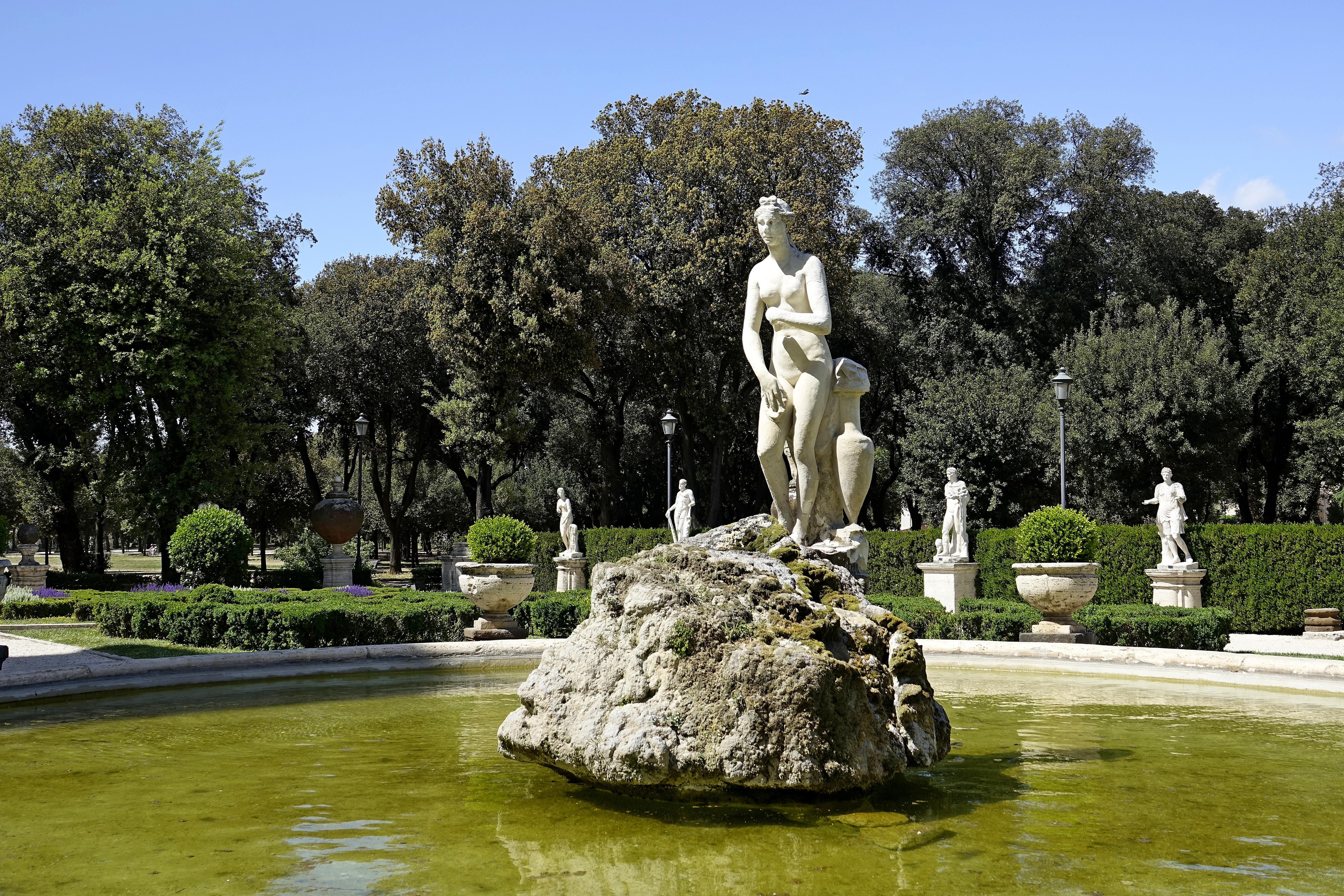
Les jardins de la villa Borghèse présentent un grand nombre de sculptures.
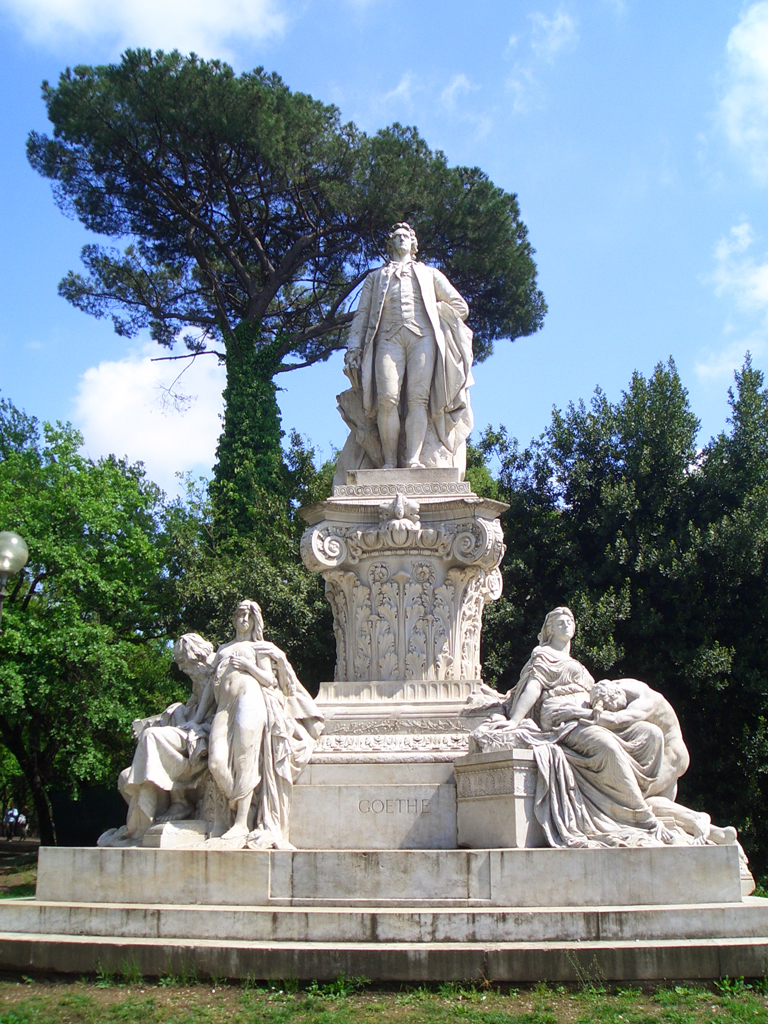
Statue du poète Goethe par Gustav Eberlein.
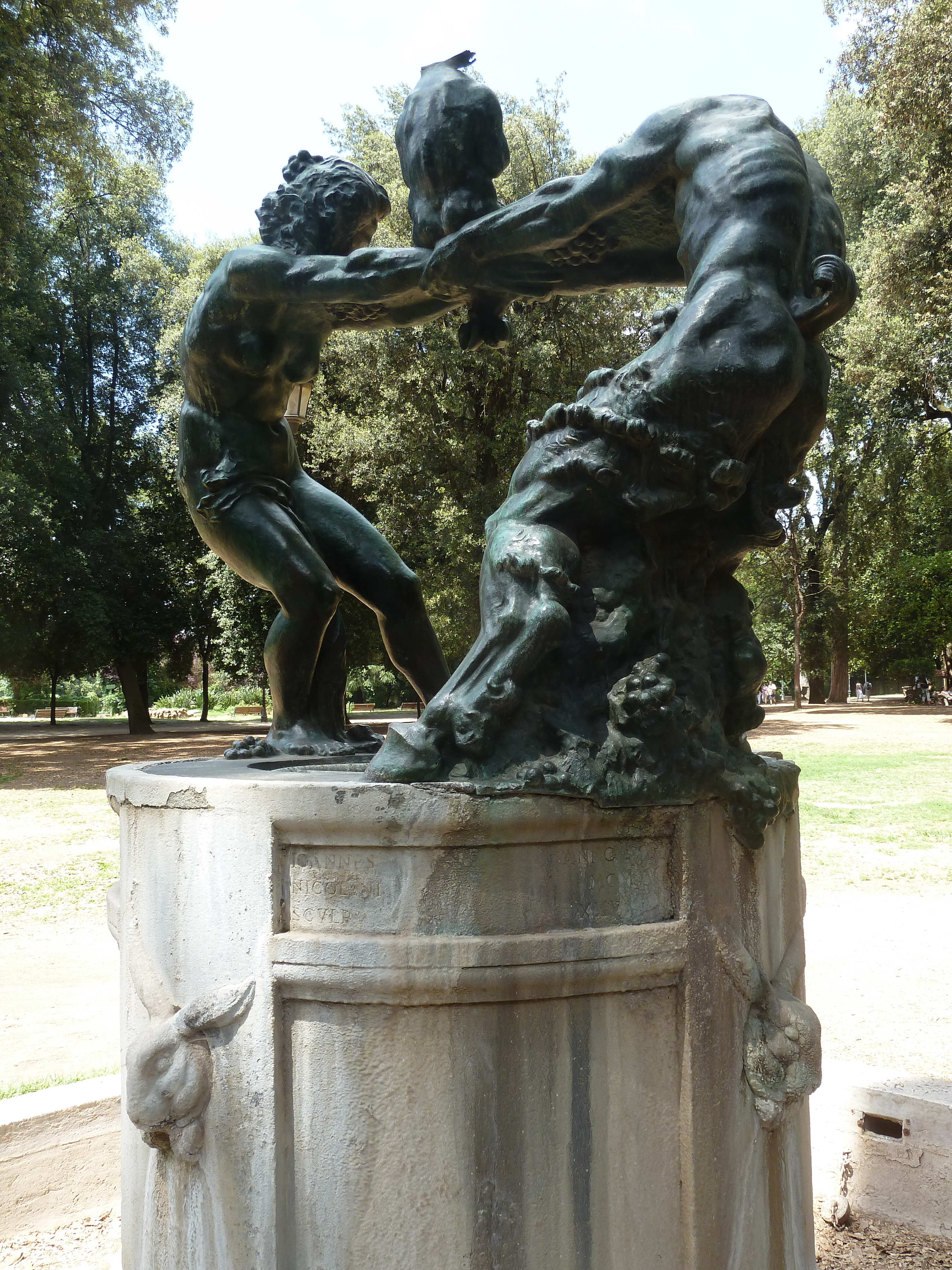
Un bronze dans le jardin.
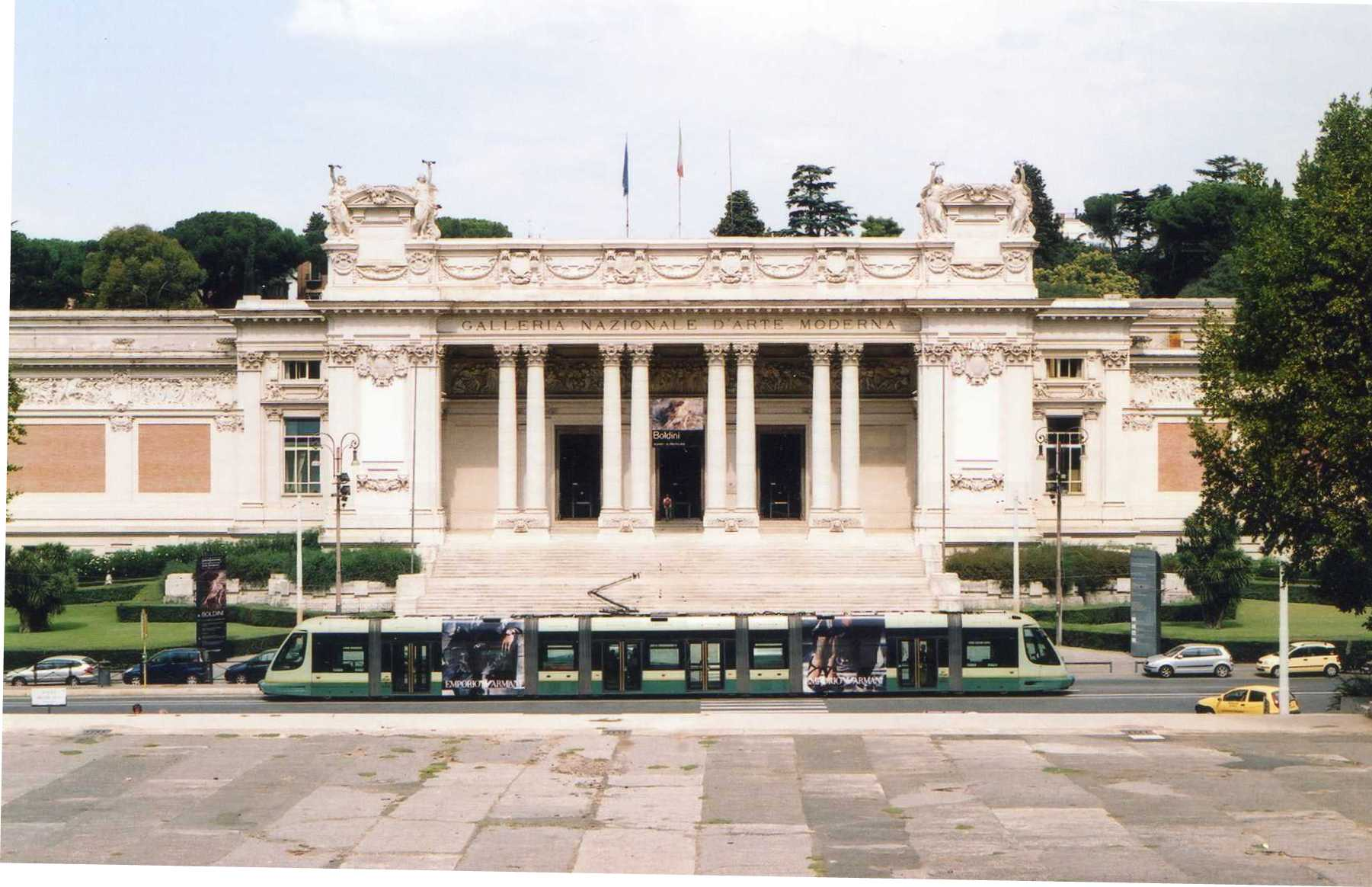
La galerie nationale d'Art moderne et contemporain.
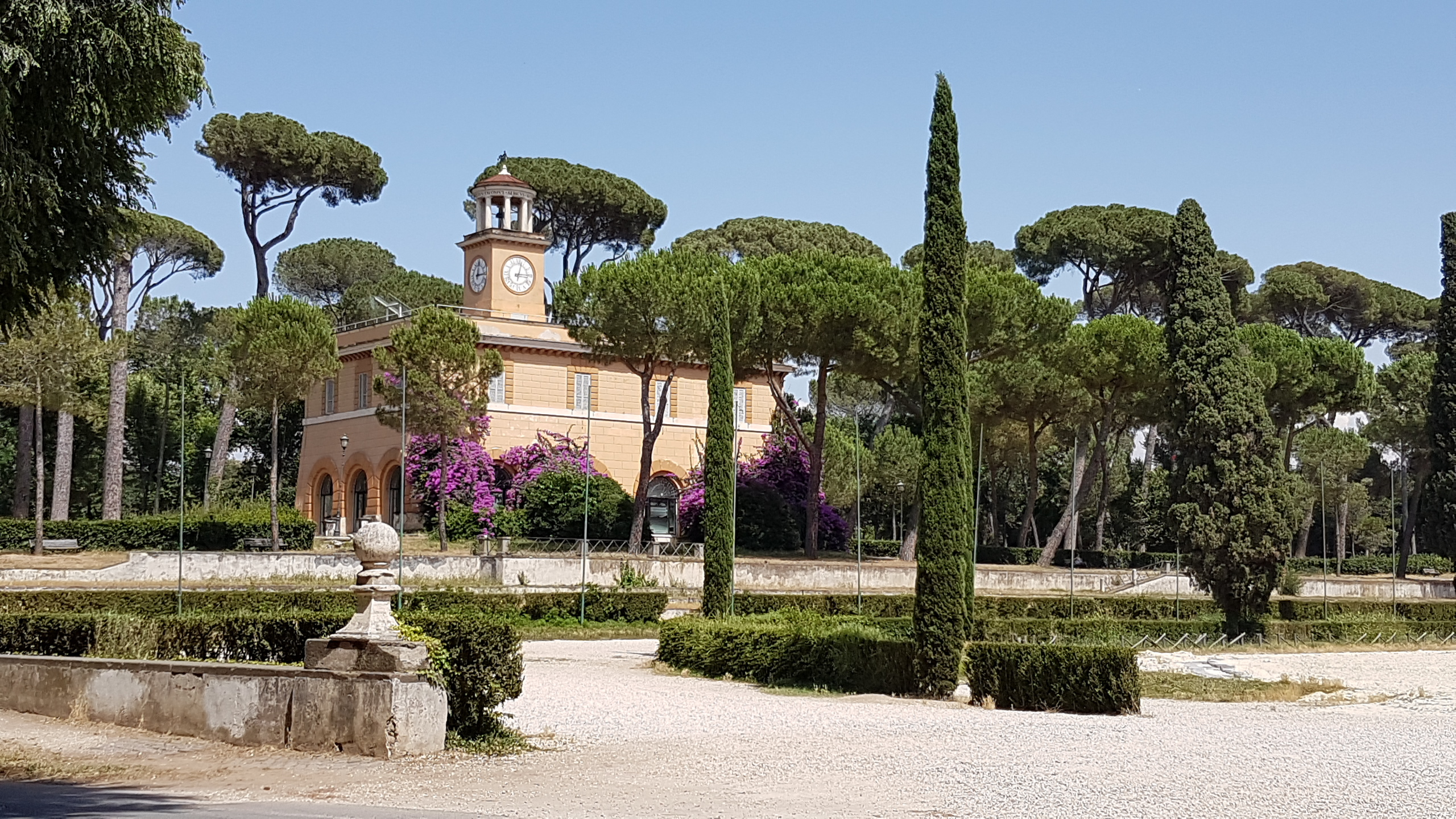
Casino dell'Orologio.

## Représentations artistiques de la villa

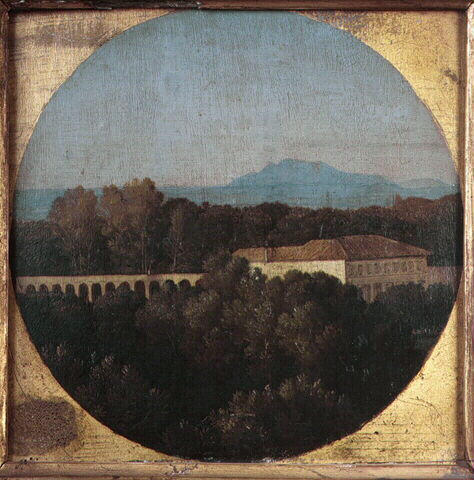
L'Orangerie de la villa Borghese par Ingres 1806, musée Ingres.

Jean-Auguste-Dominique Ingres a réalisé un petit tableau en 1806 représentant l'orangerie, conservé au musée de Montauban.